# Karabin M110
M110 Semi-Automatic Sniper System (SASS) – samopowtarzalny karabin wyborowy US Army.
Program wyboru nowej broni rozpoczął się w 2004 roku. Nowy karabin wyborowy miał mieć:
- kaliber 7,62 x 51 mm NATO
- wyższą szybkostrzelność praktyczną i skuteczność od M24 SWS.
- niską masę.
- żywotność lufy powyżej 5000 strzałów.

XM110 miał być wyposażony w składany, łatwy do zdemontowania dwójnóg, celownik o zmiennym powiększeniu osadzony na uniwersalnej szynie Mil-STD 1913 (szyna Picatinny) i być zasilany z magazynków wymiennych o pojemności 5, 10 i 20 naboi.
28 września 2005 roku ogłoszono, że zwycięzcą konkursu na nową broń jest firma Knight's Armament Co. (KAC). XM110 będzie, podobnie jak Mk 11 SWS US Navy, wersją produkowanego w tej firmie karabinu SR-25.
W 23 kwietnia 2007 roku oficjalnie poinformowano o przekazaniu pierwszych karabinów XM110 oddziałom walczącym w Afganistanie.